# Кафана Босфор
Кафана Босфор се налазила у Београду, у улици Ловћенска 14, а припадала је савској страни Београда. Првобитни назив је био Требиње, али је власник променио име у Босфор. Сматрана је веселом кафаном са ноћним боемским проводом.

## Историјат
Кафана Босфор је стара кафана, саграђена још у 19. веку. Кафана је била јако популарна међу Босанцима, а у њу је често долазио Гаврило Принцип са пријатељима. Кафана је 1930. године  због изградње првог друмског моста преко Саве срушена. Бранислав Нушић је често долазио у ту кафану, чак је био и непосред пред рушуње ту. По Нушићевим речима кафана Босфор је место где су се трговци састајали ради размене робе и уговарања послова. Кафана је била непосредно поред пристанишата, тако да када би многе кафане престале да раде кафана Босфор је радила и представљала једну веселу ноћну кафану.

## Власници
Први власник је био Алекса Барјактаревић, други Спаса Барјактаревић (1912. и 1922.), док је кафеџија био Мих. Станојевић (1922.)<ref name="bosfor" 